# Trapani
Trapani là một thành phố và cộng đồng (comune) tỉnh lỵ tỉnh Trapani trong vùng Sicilia miền nam nước Ý. Được thành lập bởi những người Elymia, thành phố vẫn là một cảng cá quan trọng và cửa ngõ chính đến quần đảo Egadi gần đó.
Đô thị Trapani có diện tích ki lô mét vuông, dân số thời điểm năm 2007 là người.
Đô thị này có các đơn vị dân cư (frazioni) sau:
Các đô thị giáp ranh: 